# Terpineol
Terpineol é um álcool monoterpeno naturalmente ocorrente que tem sido isolado de uma variedade de fontes tais como óleo de cajuput, óleo de pinho, e óleo de petitgrain.  Existem três isômeros, alfa-, beta-, e gama-terpineol, os últimos dois diferindo somente pela localização da ligação dupla.  Terpineol é normalmente uma mistura destes três isômeros com alfa-terpineol como o principal constituente.
O α-terpineol pode ser obtido a partir do limoneno.